# 류난구

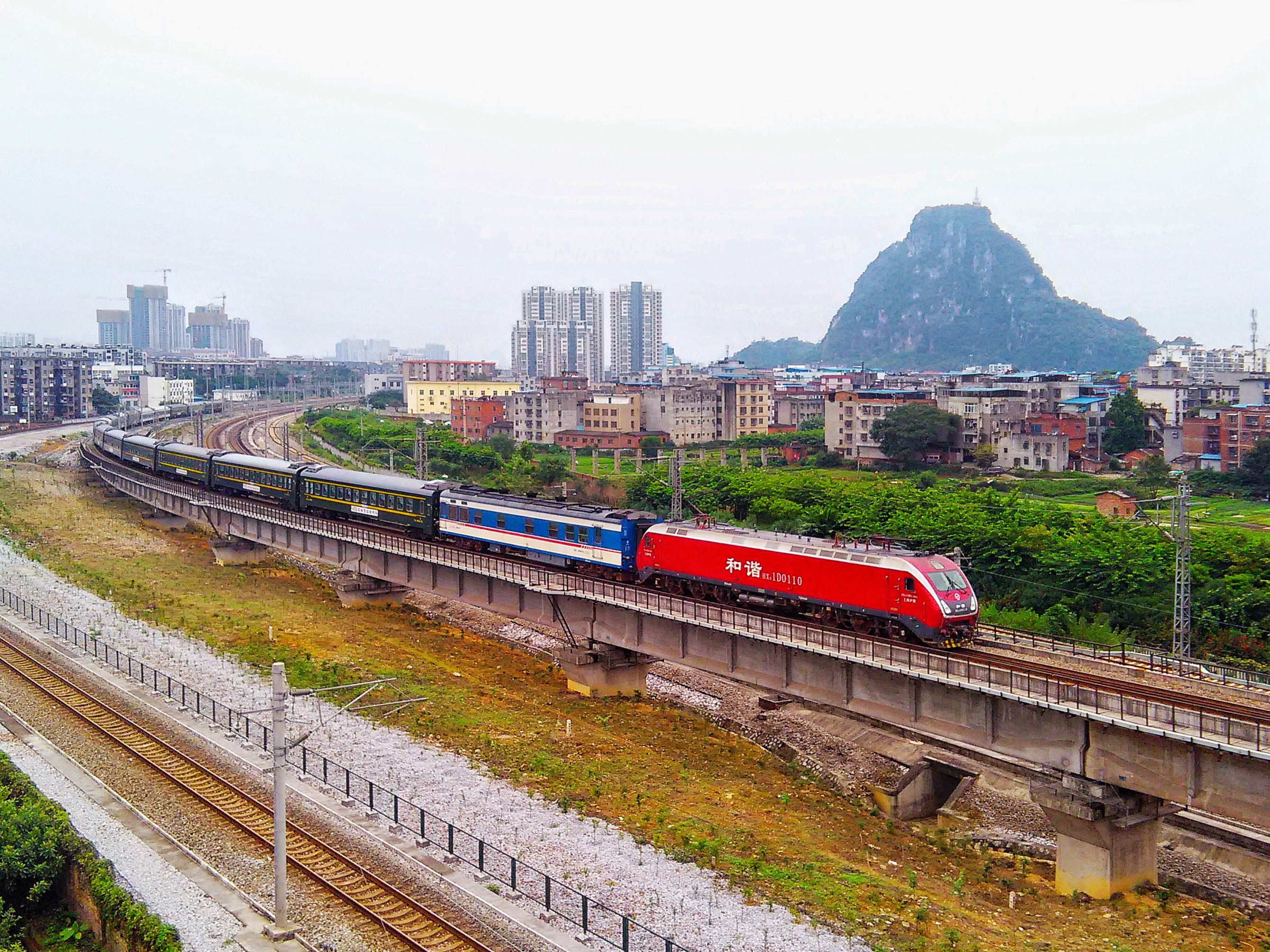

류난구(한국어: 유남구, 중국어: 柳南区, 병음: Liǔnán Qū)는 중국 광시 좡족 자치구 류저우 시의 현급 행정구역이다. 넓이는 181.8km2이고, 인구는 2007년 기준으로 320,000명이다.

## 행정 구역
8개 가도, 1개 진을 관할한다.
- 가도: 河西街道, 南站街道, 鹅山街道, 柳南街道, 柳石街道, 银山街道, 潭西街道, 南环街道.
- 진: 太阳村镇.